# Felix Kreusch
Felix Kreusch (* 12. Mai 1904 in Breinig; † 4. November 1985) war ein deutscher Architekt und  Aachener Dombaumeister.

## Leben
Felix Kreusch studierte Architektur und Kunstgeschichte, unter anderem bei Hans Karlinger an der RWTH Aachen. Danach entschied er sich für eine Laufbahn im öffentlichen Dienst und war nach Referendariat und bestandenem zweitem Staatsexamen für einige Jahre als Regierungsbaumeister (Assessor in der öffentlichen Bauverwaltung) in Paderborn tätig. 1947 kehrte er nach Aachen zurück und wurde 1949 in der Nachfolge von Josef Buchkremer als Dombaumeister für den Aachener Dom berufen und zum Diözesanbaurat ernannt. Einer seiner dortigen Bauleiter war Leo Hugot, der nach Kreuschs Pensionierung im Jahr 1974 sein Nachfolger als Aachener Dombaumeister wurde. Zwischenzeitlich wurde Kreusch im Jahr 1963 an der Fakultät für Bauwesen der RWTH Aachen mit einer Dissertation über „Beobachtungen an der Westanlage der Kirche zu Corvey“ zum Dr.-Ing. promoviert.
Schwerpunkt der Aufgaben von Felix Kreusch in Aachen nach den Kriegseinwirkungen des Zweiten Weltkriegs war in erster Linie der Wiederaufbau des Aachener Domes. Darüber hinaus wurden zwischen 1949 und 1951 unter seiner Leitung aber auch die Kriegsschäden vor allem am Chorraum von St. Josef in Aachen behoben sowie der Neubau von St. Cornelius in Alsdorf-Hoengen und bis 1954 der Wiederaufbau der Kirche St. Willibrord in Euchen ausgeführt. Außerdem wurde nach Kreuschs Plänen das August-Pieper-Haus als Tagungs- und Konferenzzentrum für die Bischöfliche Akademie des Bistums Aachen errichtet und 1953 in Betrieb genommen.

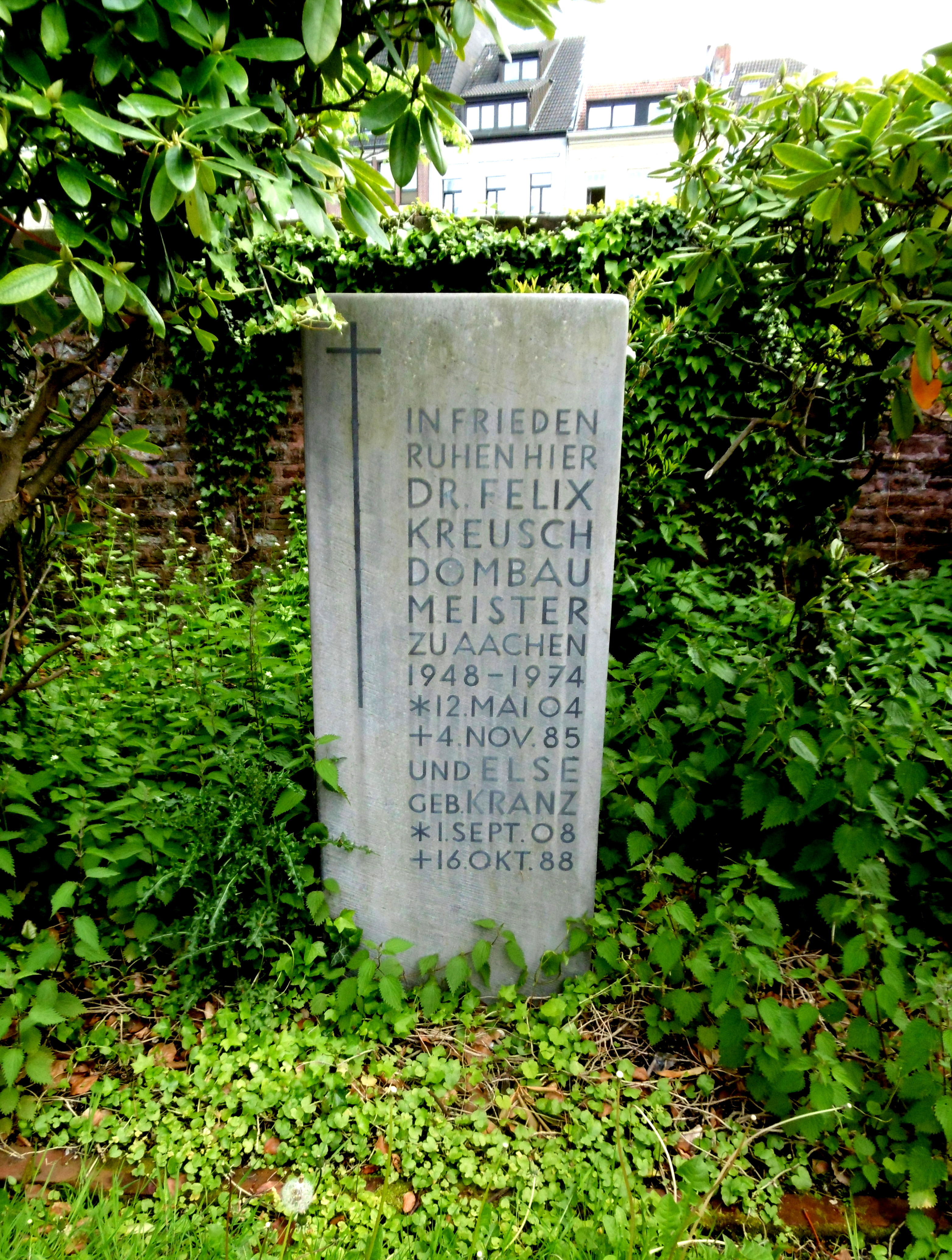
Grabstätte Felix Kreusch

Noch aus der Zeit vor dem Zweiten Weltkrieg datiert der Bau der Erlöserkapelle an der Belgenbacher Mühle bei Eicherscheid, die nach Plänen von Felix Kreusch erbaut und am 12. August 1934 eingeweiht wurde. Nach dem Krieg wurde diese allerdings zu einem Wohnbunker umgebaut und später für private Wohnzwecke genutzt.
Kreusch war verheiratet mit Else Kreusch geborene Kranz (1908–1988), beide fanden ihre letzte Ruhestätte auf dem Aachener Ostfriedhof.

## Schriften
- Die katholischen Kirchen. In: Albert Huyskens, Bernhard Poll (Hrsg.): Das alte Aachen, seine Zerstörung und sein Wiederaufbau. Verlag des Aachener Geschichtsvereins, Aachen 1953, S. 9–54. (PDF)
- Die neue Bischofsgruft am Aachener Dom. 1. Die Neuanlage. In: Zeitschrift des Aachener Geschichtsvereins, 68. Jahrgang 1956, S. 413–419.
- Über Pfalzkapelle und Atrium zur Zeit Karls des Großen. Karlsverein zur Wiederherstellung des Aachener Domes, Aachen 1958.
- Neue Beobachtungen an drei Heiligtümern des Aachener Domes und der ehemaligen Abteikirche in Kornelimünster. In: Zeitschrift des Aachener Geschichtsvereins 71. Jahrgang 1959, S. 105–116.
- Neue Kirchen im Bistum Aachen 1930–1960. Verlag Kühlen, Mönchengladbach 1961.
- Beobachtungen an der Westanlage der Klosterkirche zu Corvey. (= Beihefte der Bonner Jahrbücher. Band 9.) Böhlau, Köln 1963. (Dissertation, Fakultät für Bauwesen, RWTH Aachen)
- Kirche, Atrium und Portikus der Aachener Pfalz. L. Schwann, Düsseldorf 1965.